# Opius ciceris
Opius ciceris är en stekelart som beskrevs av Fischer 1974. Opius ciceris ingår i släktet Opius och familjen bracksteklar. Inga underarter finns listade i Catalogue of Life.